# سقنقورية ملتوية
سقنقورية ملتوية (الاسم العلمي: Lygosominae)، فُصيلة سحالي من الحرشفيات وفصيلة السقنقورية. وهي أكبر فُصيلة في السقنقوريات.